# 페이리에라스양털여우원숭이
페이리에라스양털여우원숭이(Avahi peyrierasi)는 양털여우원숭이의 일종으로 마다가스카르 남동부 지역이 원 서식지다. 페이리에라스아바히로도 불린다. 몸무게는 약 1 kg이다.